# Deutsche Meisterschaft im Straßenrennen 1980 (Amateure)
Die Deutsche Meisterschaft im Straßenrennen 1980 der Amateure wurde am 1. Juni in Mainz-Ebersheim ausgetragen. Startberechtigt waren die Amateure mit einer Lizenz des Bundes Deutscher Radfahrer. Die Strecke war 173 Kilometer lang.

## Rennverlauf
211 Radrennfahrer hatten für das Meisterschaftsrennen gemeldet, 171 gingen an den Start. Das Rennen führte auf einem Rundkurs von 15,7 Kilometern durch die rheinhessischen Weinberge. Kälte und Wind prägten den Rennverlauf. Nach 10 Kilometern erfolgte der erste Angriff durch Karsten Podlesch. Mitfavorit Wilfried Trott hatte in dieser Situation einen Raddefekt. Seine Mannschaftskameraden vom RSV City Neuwied ließen sich zurückfallen, um ihn wieder an das Feld heranzuführen. Die Rennjury entschied daraufhin auf unerlaubte Hilfeleistung und disqualifizierte Trott später, der so um die Chance kam, seinen dritten Titel in Folge zu gewinnen. Mit Olaf Paltian schied nach 45 Kilometern ein weiterer Mitfavorit aus. Nach 80 Kilometern bildete sich eine Gruppe von 20 Fahrern (darunter mehrere Nationalfahrer), die ihren Vorsprung kontinuierlich ausbaute. Im letzten Anstieg zum Goldberg setzten sich Helmut Nutz und Hans Neumayer ab und kamen mit 28 Sekunden Vorsprung ins Ziel, wo Neumayer den Sprint gewann. Im Spurt der Verfolgergruppe kam es zu einem schweren Sturz von Werner Stauff und weiteren sechs Fahrern. Trott gewann den Sprint um den 3. Platz, wurde aber disqualifiziert. 38 Fahrer erreichten das Ziel.
|     | Fahrer                    | Verein                  | Zeit (h)       |
| --- | ------------------------- | ----------------------- | -------------- |
| 01. | Hans Neumayer             | RSG Franken Katzwang    | 4:49:20        |
| 02. | Helmut Nutz               | BRC Zugvogel 1901       | 4:49:20        |
| 03. | Friedrich von Loeffelholz | RSG Franken Katzwang    | + 0:28 Minuten |
| 04. | Johannes Potrykus         | RSC Schloß Neuhaus 1954 | + 0:28 Minuten |
| 05. | Rudi Michalsky            | RSV City Neuwied        | + 0:28 Minuten |
| 06. | Wolfgang Kurz             | Stuttgarter SC 1900     | + 0:28 Minuten |
| 0 … |                           |                         |                |